# Rață mică de Baikal
Rața mică de Baikal (Sibirionetta formosa) este o rață care se înmulțește în estul Rusiei și iernează în Asia de Est.

## Taxonomie
Prima descriere oficială a raței mici de Baikal a fost făcută de naturalistul german Johann Gottlieb Georgi în 1775, sub numele binomial Anas formosa. Un studiu filogenetic molecular publicat în 2009 a constatat că genul Anas, așa cum era definit atunci, nu era monofiletic. Pe baza acestei analize, genul a fost împărțit în patru genuri propuse, iar rața mică de Baikal a fost plasată în genul Sibirionetta, care fusese introdus de zoologul german Hans von Boetticher în 1929.
Numele Sibirionetta provine din latinescul sibiricus pentru Siberia și din greaca veche nētta pentru rață. Epitetul specific formosa provine din latinescul formosus pentru „frumos”.

## Descriere

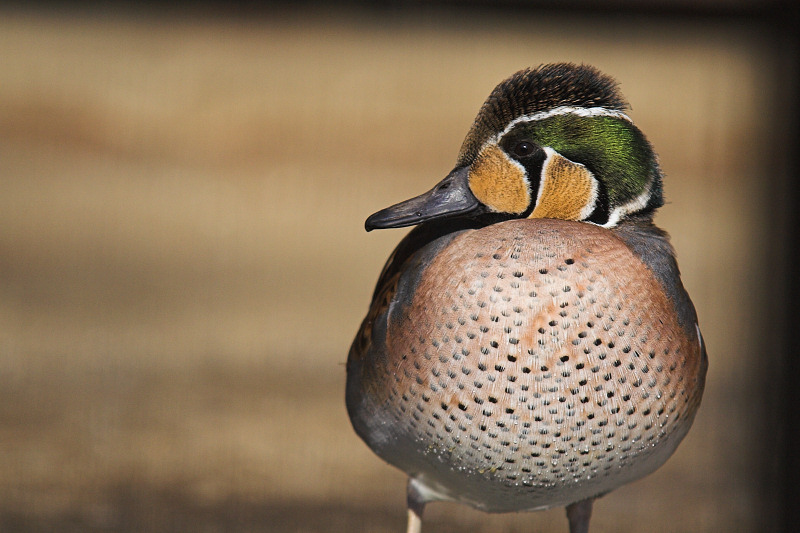
Mascul

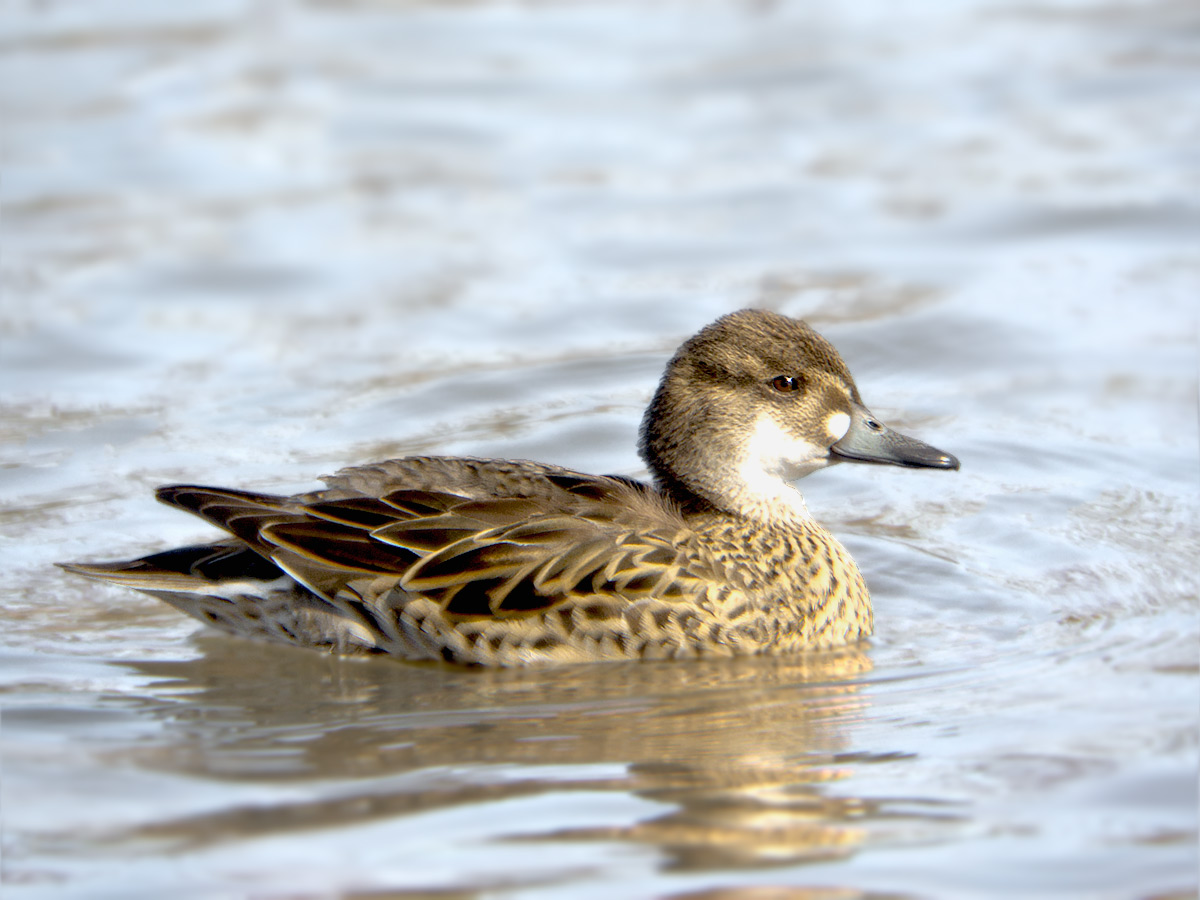
Femelă

Având între 39 și 43 de centimetri, această rață este puțin mai mare și are coada mai lungă decât rață mică. Masculul în perioada reproducerii este inconfundabil, cu o ceafă de un verde izbitor, gâtul galben cu negru, zonele de culoare individuale sunt clar separate una de cealaltă. Creștetul are o culoare întunecată, iar pieptul are o culoare caldă, gălbui cu mici pete maronii. Flancurile gri sunt marcate pe față și pe spate cu dungi albe. Penele de pe umeri sunt alungite și sunt brun-roșcate, crem și negre. 
Femela arată asemănător cu o femelă de rață mică cu aripi verzi, dar cu o coadă mai lungă, cu o pată albă distinctă la baza ciocului și cu un gât alb care se înclină spre spatele ochiului. Ea are, de asemenea, o sprânceană clară distinctă mărginită de o creastă mai închisă la culoare. Partea inferioară a aripii este similară cu cea a rașei mici cu aripi verzi, dar are o margine anterioară mai închisă la culoare. Juvenilii au un penaj similar cu cel al femelei și poate fi distins de rața mică prin pata lorală palidă.
În afara penajului de reproducere (eclipsă), masculul seamănă mai mult cu femela, dar penajul este de o culoare brun-roșcată mult mai bogată.

## Distribuție și habitat
Se reproduce în zona forestieră din estul Siberiei, din bazinul Ienisei spre est până în Kamceatka, nordul Koryak, estul regiunii Magadan, nordul regiunii Habarovsk, sud-estul și nordul Iacuției, estul regiunii centrale Irkutsk și nordul regiunii Krasnoiarsk. Este o specie migratoare, care iernează în Coreea de Sud, Japonia, Taiwan, nordul și estul Chinei, de la Beijing de-a lungul coastei până la granița cu Vietnamul și la vest spre Yunnan, apoi la nord spre Chongqing și Henan.
Se reproduce în bălțile de la marginea tundrei și în pădurile mlăștinoase. Iarna se găsește în apele dulci de câmpie.

## Status
Această specie este clasificată ca „preocupare minoră” pe Lista Roșie a IUCN, deși a fost clasificată ca „vulnerabilă” înainte de 2011, din cauza vânătorii și a distrugerii habitatelor sale de iernare din zonele umede. Aceste amenințări persistă, dar rața mică de Baikal se reface, cu un număr crescut de păsări care iernează și o oarecare creștere a suprafeței habitatului. Pe baza numărului de rațe mici de Baikal care iernează în Coreea de Sud, populația globală este estimată la aproximativ 1,07 milioane de indivizi adulți în jurul anului 2010, o creștere majoră față de zecile de mii numărate în anii 1980 și câteva sute de mii în anii 2000.

## Galerie

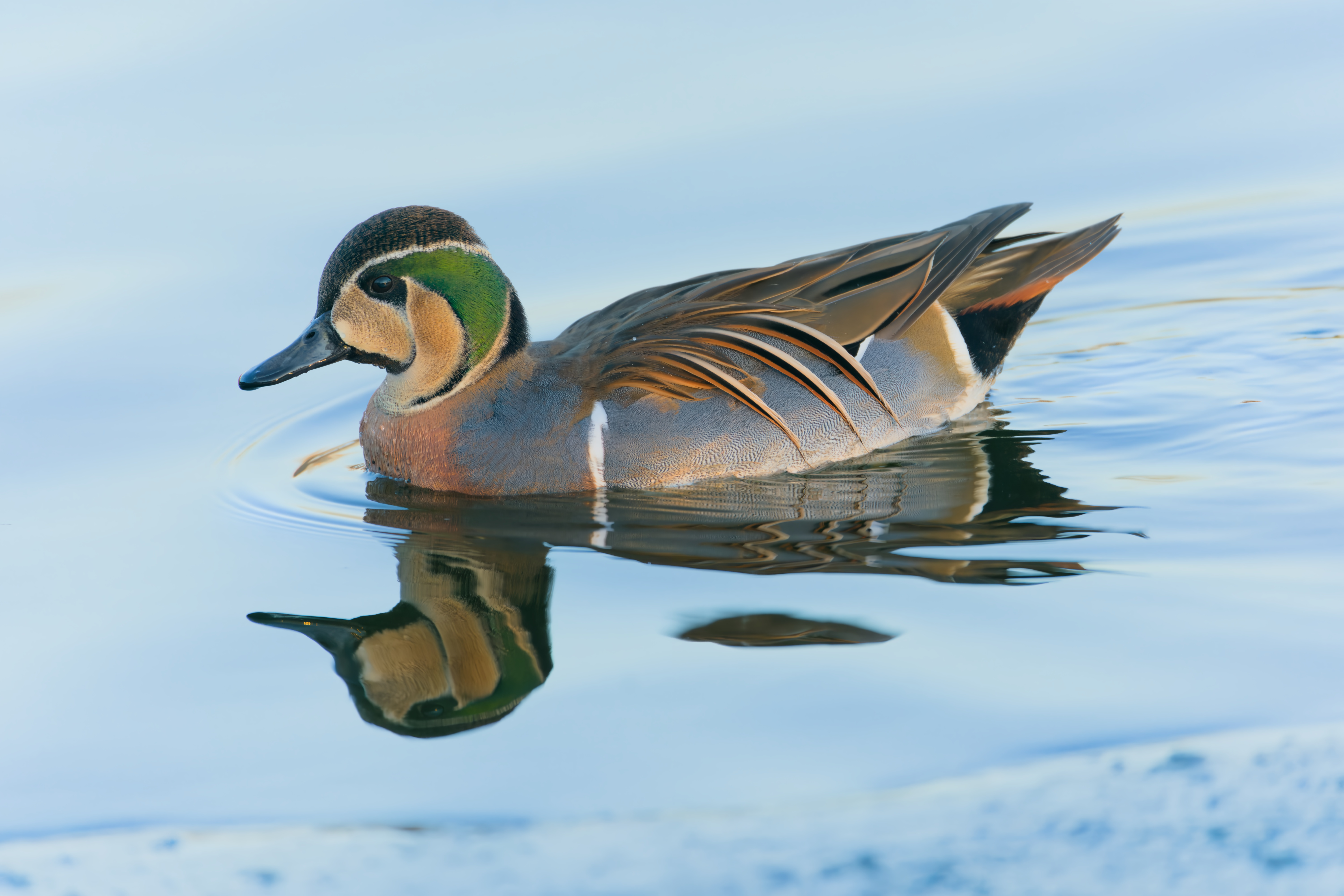
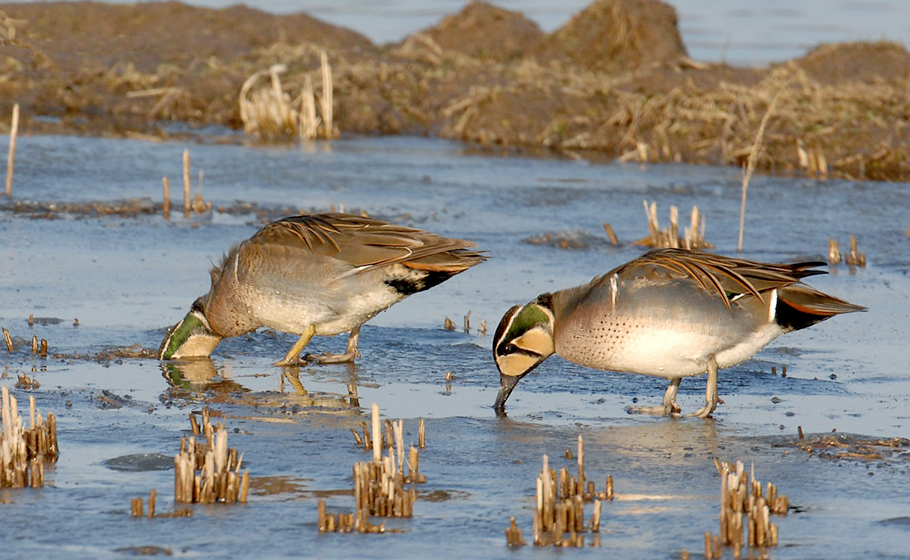
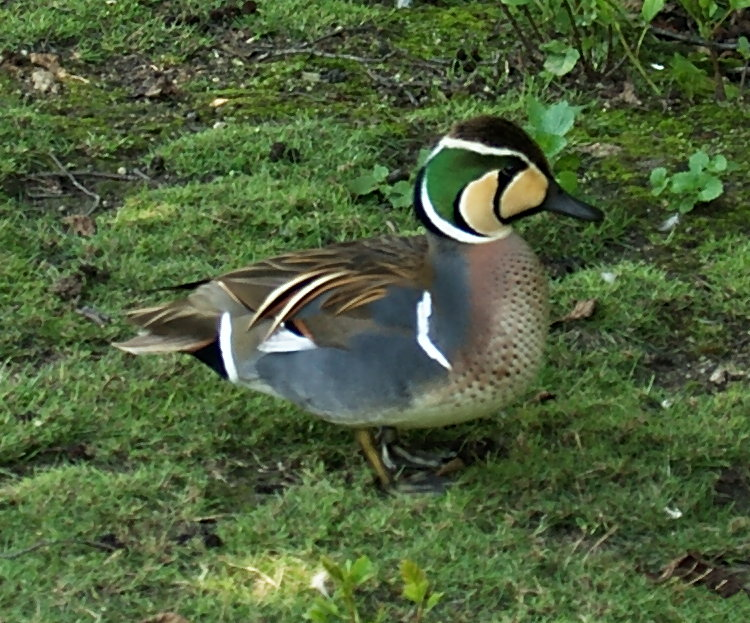